# Żarówka (województwo podkarpackie)
Żarówka – wieś w Polsce, położona w województwie podkarpackim, w powiecie mieleckim, w gminie Radomyśl Wielki.
| SIMC    | Nazwa          | Rodzaj     |
| ------- | -------------- | ---------- |
| 0828710 | Grobla         | część wsi  |
| 0828727 | Kmiecia Strona | część wsi  |
| 0828733 | Ług            | część wsi  |
| 0828779 | Nowa Wieś      | przysiółek |
| 0828740 | Pańskie        | część wsi  |
| 0828756 | Rynek          | część wsi  |
| 0828762 | Sybir          | część wsi  |

W latach 1975–1998 miejscowość administracyjnie należała do województwa tarnowskiego.
Wierni Kościoła rzymskokatolickiego należą do parafii Nawiedzenia Najświętszej Maryi Panny w Zdziarcu w dekanacie Radomyśl Wielki. W Żarówce znajduje się kaplica pod wezwaniem MB Królowej Polski.
W 2012 miejscowość liczyła 906 mieszkańców. Wieś leży w południowo-zachodniej części gminy Radomyśl Wielki, przy drodze z Radomyśla Wielkiego do Czarnej, wzdłuż rzeczki Jamnicy. Nazwa wsi jest związana z osadnictwem leśnym i procederem wypalania lasów. Nazwa początkowo brzmiała "Zdzarowka", lecz ulegając stopniowemu przekształceniu osiągnęła obecną formę.
Pierwsza wzmianka dotycząca Żarówki pochodzi z 1581 roku: "Zdzar noviter locata, idem hort 8", jako o nowej osadzie z 8 zagrodnikami. W roku 1591 została określona jako "Zdzar alias Zdzarowka". Od początku istnienia wieś związana ze Zdziarcem (w sensie administracyjnym i własnościowym).